# Queda de Mogadíscio
A queda de Mogadíscio ocorreu em 28 de dezembro de 2006, quando as forças armadas do Governo Federal de Transição da Somália e as tropas etíopes entraram sem oposição na capital da Somália. Ocorreu depois de uma rápida sequência de vitórias militares do Governo Federal de Transição e da Etiópia contra a União dos Tribunais Islâmicos (UCI), que tinha sua sede em Mogadíscio antes de fugir para o sul.

## Histórico
A União dos Tribunais Islâmicos ficaria confinada à capital Mogadíscio após uma série de perdas sucessivas nas batalhas de Baidoa, Bandiradley, Beledweyne e finalmente Jowhar.
O enviado da Somália à Etiópia confirmou que tropas do governo somali, apoiadas pelos etíopes, cercariam Mogadíscio até a rendição dos islamistas ao invés de atacar a cidade. "Não vamos lutar por Mogadício para evitar baixas civis... Nossas tropas cercarão Mogadíscio até que eles se rendam", declarou aos repórteres em Addis Ababa.
As tropas da União dos Tribunais Islâmicos abandonaram seus quartéis na cidade de Balad, a última cidade antes da periferia de Mogadíscio. As forças do governo da Etiópia e da Somália, acompanhadas pelo patrulhamento de jatos etíopes, se aproximaram a 30 km da cidade.
Líderes dos clãs em Mogadíscio passaram a considerar a possibilidade de apoiar as tropas do governo no avanço sobre a capital. Isso iria antecipar uma possível longa e sangrenta luta pela capital e causaria um golpe devastador nos Tribunais Islâmicos. Os combatentes islâmicos foram vistos mudando seus uniformes e vestindo roupas civis enquanto as mulheres eram vistas nas ruas vendendo o estimulante khat que foi proibido pelos islamistas.
As áreas no norte de Mogadíscio foram reportadas como sendo dominadas por milícias dos clãs que rapidamente mudaram as alianças e reverteram as políticas da União dos Tribunais Islâmicos, permitindo que o khat fosse vendido abertamente e que os cinemas reabrissem. Foi relatado que as tropas da União dos Tribunais Islâmicos estariam na clandestinidade e houve especulações na capital de que Kismayo cairia em breve.

## Resignação dos líderes da União dos Tribunais Islâmicos
Quando os combates se aproximaram de Mogadíscio, os islamistas entregaram suas armas aos clãs na capital e os hawiye, um dos maiores clãs da Somália, começaram a discutir uma resolução pacífica com o governo interino. A estabilidade criada pelas milícias islâmicas também começou a entrar em colapso com as pessoas voltando para suas casas e criminosos, mais uma vez, perambulando pelas ruas.  Os combates começariam em breve, em Yaqshid, um distrito no norte de Mogadíscio, enquanto as milícias dos clãs tentavam invadir um armazém de armas. As milícias dos clãs, que tinham sido desarmadas pela União dos Tribunais Islâmicos, pareciam tentar rearmar-se em preparação para o retorno dos senhores da guerra associados ao governo. Abdirahman Dinari, porta-voz do Governo Federal de Transição, afirmou que estas eram milícias minoritárias e que seriam "tratadas" assim que assumissem o controle da cidade. A maioria do comércio fechou no dia 28, pois os proprietários esperavam pelos desenvolvimentos.
Os principais líderes da União dos Tribunais Islâmicos, incluindo o xeique Hassan Dahir Aweys, o xeique Sharif Sheikh Ahmed e o xeique Abdirahman Janaqow, renunciaram em antecipação ao cerco. Seus comunicados oficiais de imprensa apelaram aos combatentes da União dos Tribunais Islâmicos para proteger as áreas em que estavam estacionados e lamentaram que as potências estrangeiras tivessem invadido o país e que a Somália retornaria ao caos.

## Governo assume o controle
Em 28 de dezembro, o porta-voz do Governo Federal de Transição, Abdirahman Dinari, expressou cautelosamente: "Estamos assumindo o controle da cidade e confirmaremos quando estabelecermos o controle total... Nossas forças já controlam efetivamente Mogadíscio porque assumimos os dois pontos de controle nas principais estradas fora da cidade.... Dentro de duas a três horas nós capturaremos toda a cidade". Ele também acrescentou que o governo estava no controle de 95% do país, mas um estado de emergência seria imposto para trazer a lei e a ordem de volta ao país. Um membro entusiasmado do Parlamento, Mohamed Jama Fuurah, ligou para a Reuters do porto de Mogadíscio dizendo: "O governo tomou o controle de Mogadíscio. Agora estamos no comando". As milícias pró-governo teriam controle de locais importantes, incluindo o antigo palácio presidencial.
Ali Ghedi, o primeiro-ministro do governo de transição, afirmou que as tropas do governo somali haviam entrado em Mogadíscio sem resistência, assim como na cidade de Afgoye em seus arredores. Mohamed Jama Furuh, um membro do parlamento e ex-senhor da guerra, assumiu o controle do porto marítimo de Mogadíscio em nome do governo, uma área que ele controlou antes do surgimento da União dos Tribunais Islâmicos como senhor da guerra. O presidente, Abdullahi Yusuf, afirmou que as tropas do Governo Federal de Transição não eram uma ameaça para os moradores, embora houvesse alguns relatos de tiroteios na cidade.
Em 29 de dezembro, Ghedi entrou na cidade após consultas com líderes de clãs nos arredores. Ele foi recebido por multidões aplaudindo e protestos anti-etíopes.
Aproximadamente 3.000 combatentes da União dos Tribunais Islâmicos fugiram para a cidade portuária de Kismayo, seu último reduto remanescente, a 500 km ao sul.  Em Kismayo, líder executivo do grupo Sharif Sheikh Ahmed foi desafiador: "Nós não fugiremos de nossos inimigos. Nós nunca partiremos da Somália. Nós permaneceremos em nossa terra natal".